# کاخ سلطنتی آرانخوئز
کاخ سلطنتی آرانخوئز (اسپانیایی: Palacio Real de Aranjuez‎) یکی از اقامتگاه‌های رسمی خانواده سلطنتی اسپانیا است. این کاخ در شهر آرانخوئز (مادرید) اسپانیا واقع شده‌است. این کاخ در سدهٔ شانزدهم به عنوان کلبهٔ شکار سلطنتی و به دستور فیلیپه دوم ساخته شد. در فرمان‌روایی او، این کاخ در کنار کاخ‌های راسکافریا، ال اسکوریال و دژ سلطنتی مادرید، یکی از چهار پایگاه فصلی پادشاهان اسپانیا شد. املاک سلطنتی آرانخوئز شامل مجموعه‌ای از باغ‌ها و جنگل‌های آراسته و با چشم‌انداز گسترده‌است که گیاهانی منحصربفرد را در خود جای داده‌است.
چندین عهدنامهٔ بین‌المللی در این کاخ امضا شده و تعدادی از اعضای خانواده سلطنتی اروپا هم در همین کاخ درگذشتند، از جمله: الیزابت والوا در سال ۱۵۶۸ میلادی، باربارای پرتغالی در سال ۱۷۵۸، الیزابت فارنزه در سال ۱۷۶۶، ماریا آنتونیای ناپلی در سال ۱۸۰۶، ماریا ایزابل از براگانزا در سال ۱۸۱۸ و ماریا جوزفا آمالیا از ساکسونی در سال ۱۸۲۸.
در سال ۱۹۳۱ و در طول جمهوری دوم اسپانیا، املاک سلطنتی آرانخوئز به عنوان بنای تاریخی هنری ملی اسپانیا اعلام و دربش به روی همگان گشوده شد. از سال ۱۹۷۷ تا ۱۹۸۳، از این کاخ به عنوان مهمان‌خانه دولتی استفاده می‌شد. کاخ، باغ‌ها و ساختمان‌های مرتبط آرانخوئز، بخشی از چشم‌انداز فرهنگی آرانجوئز هستند که در سال ۲۰۰۱ به عنوان میراث جهانی یونسکو معرفی شد. در حال حاضر، موزه‌ای در طبقهٔ همکف آن قرار دارد، اتاق‌های سلطنتی و باغ‌های آن به روی همگان باز است و مدیریت آن به سازمان اسپانیایی Patrimonio Nacional سپرده شده‌است

## نگارخانه

### نقاشی‌های کاخ

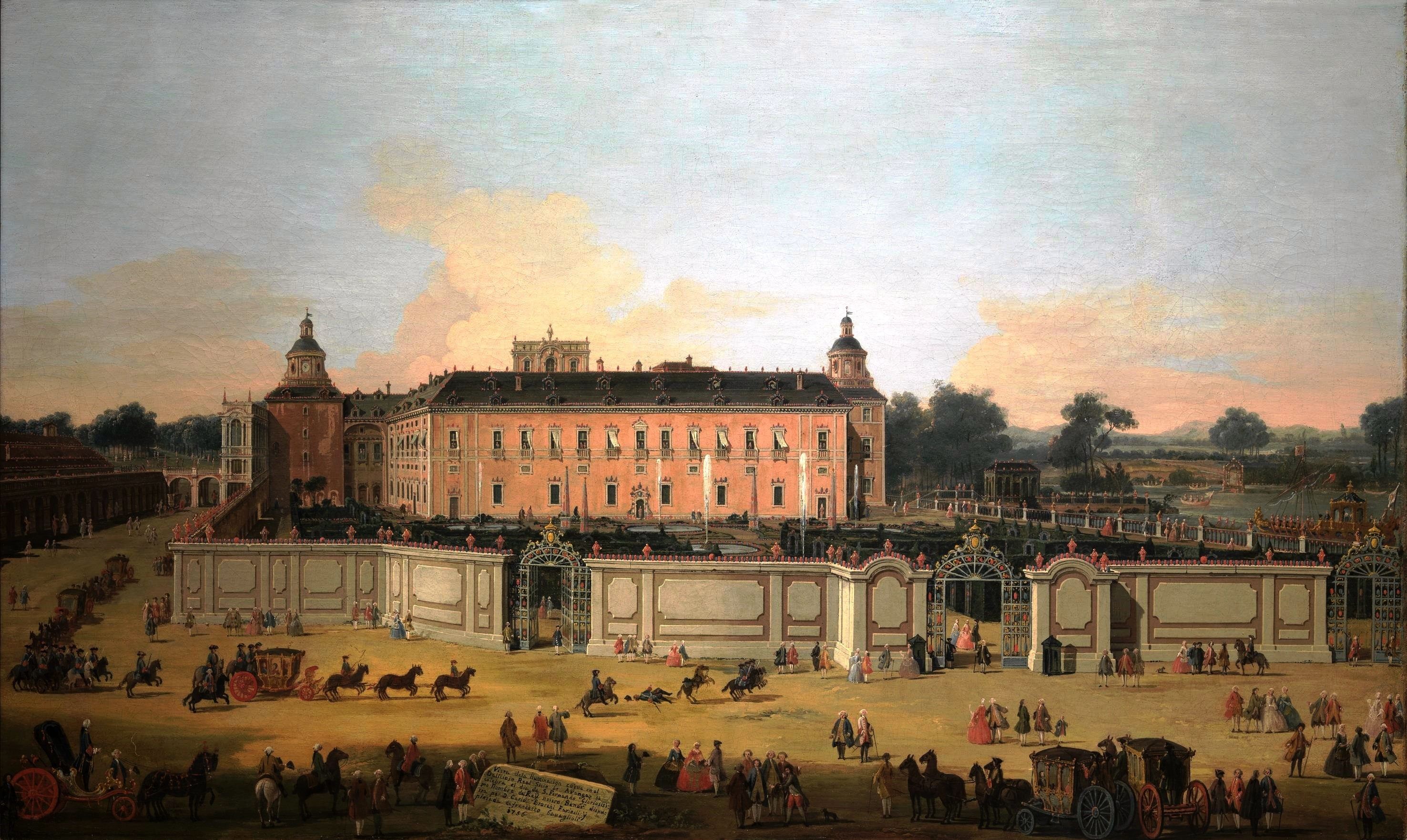
View of the Royal Palace of Aranjuez by Francesco Battaglioli in 1756. موزه دل پرادو
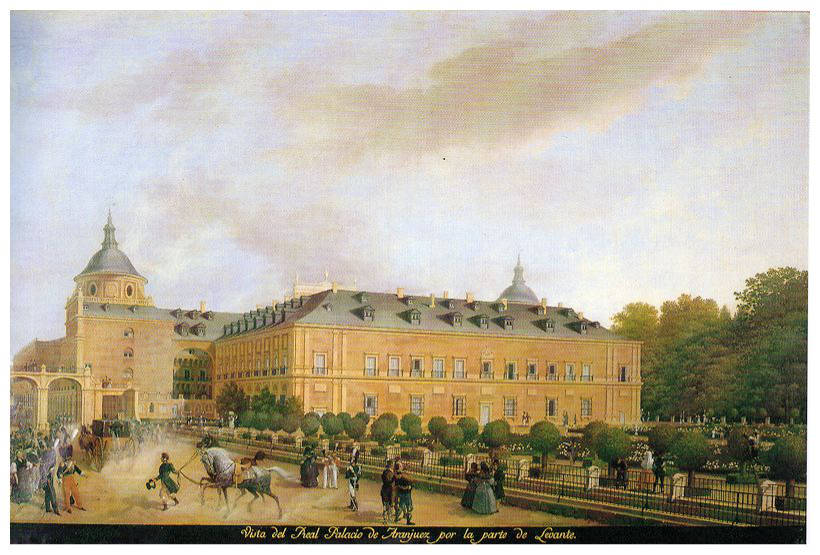
View of the Royal Palace of Aranjuez from the east side by Fernando Brambila published in the work View of the Royal Sites and of Madrid in 1830
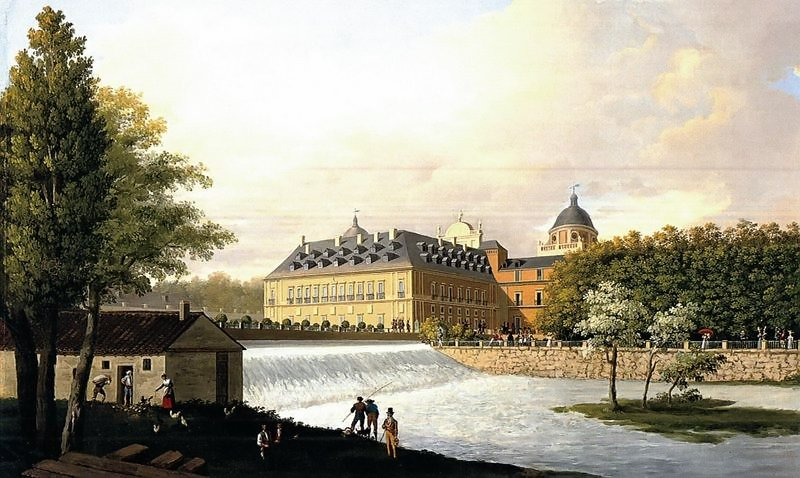
View of the Royal Site of Aranjuez, of the Grande Falls and the Palace; from the east side by Fernando Brambila published in the work View of the Royal Sites and of Madrid in 1830
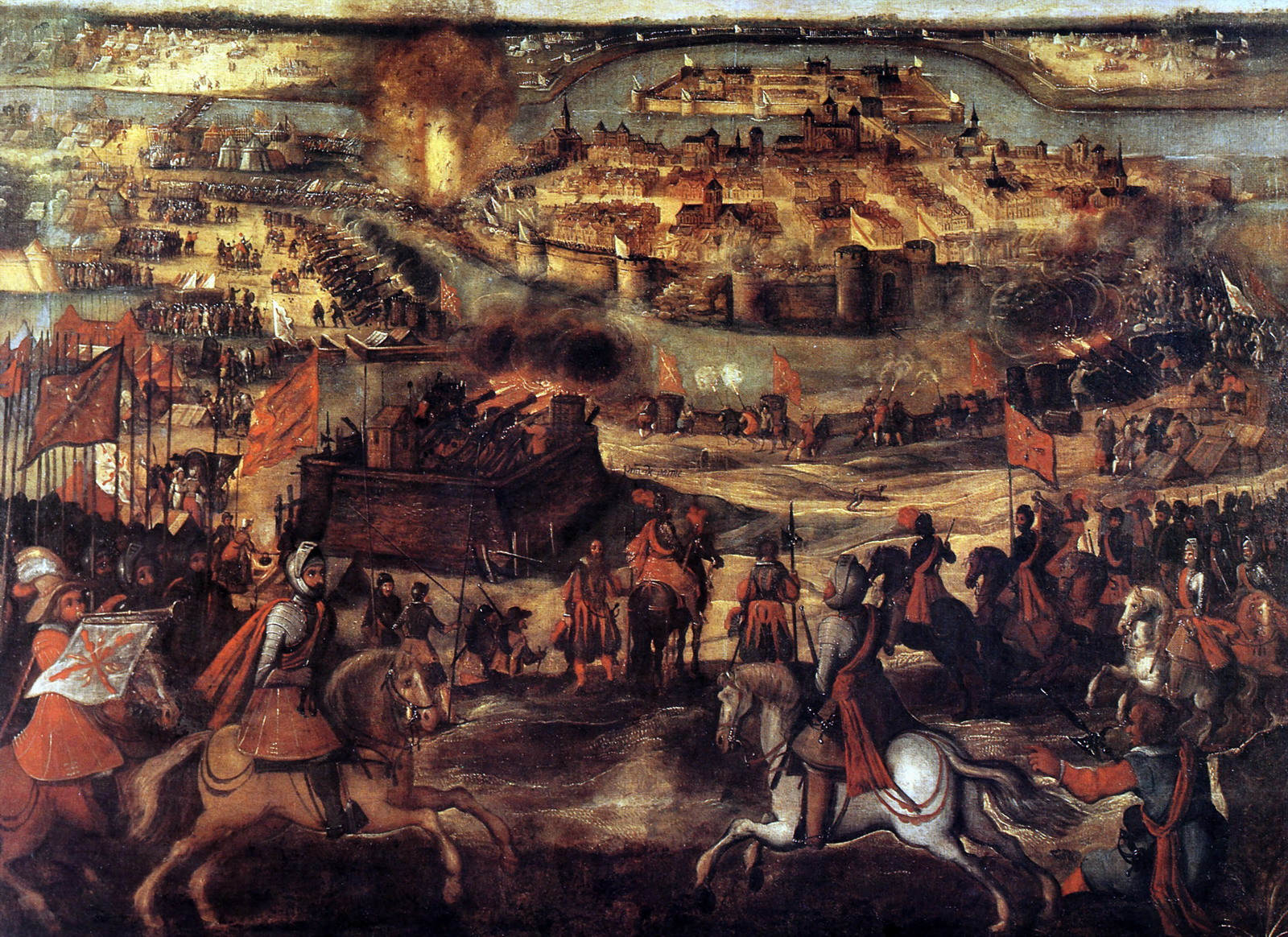

### تصاویر

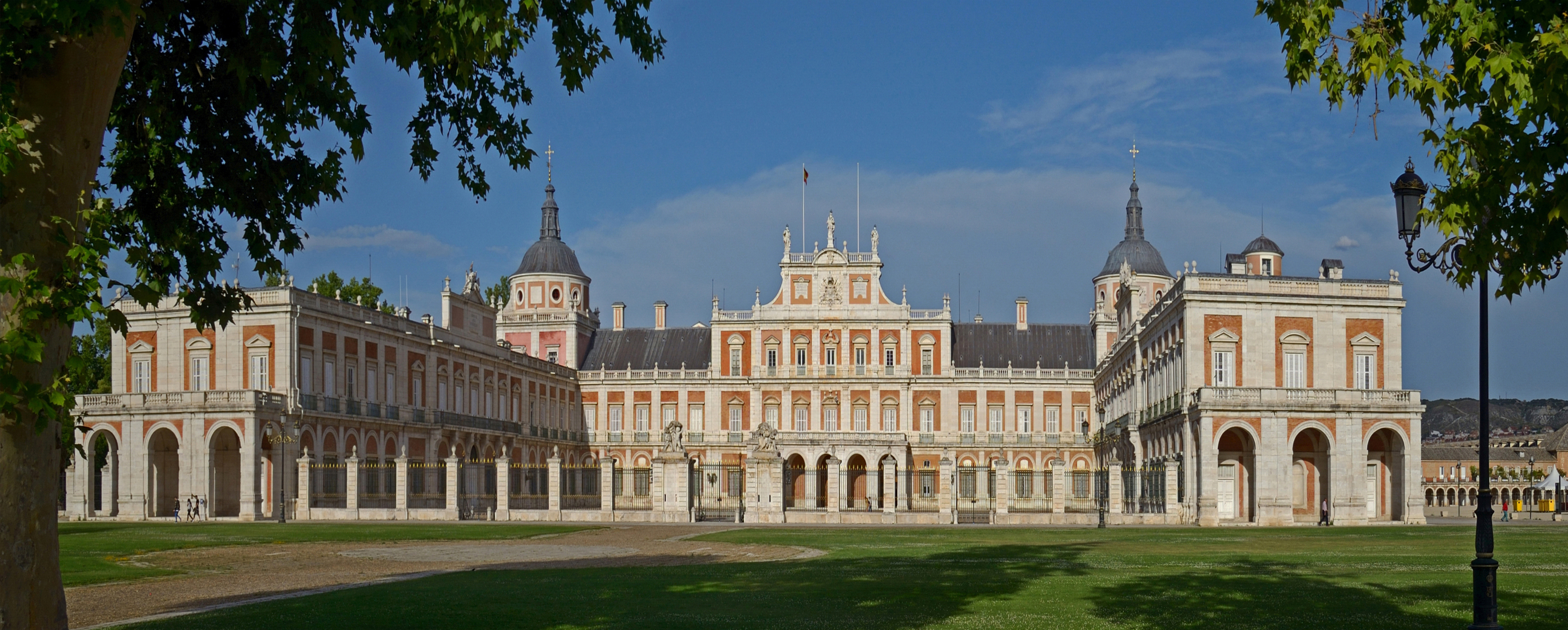
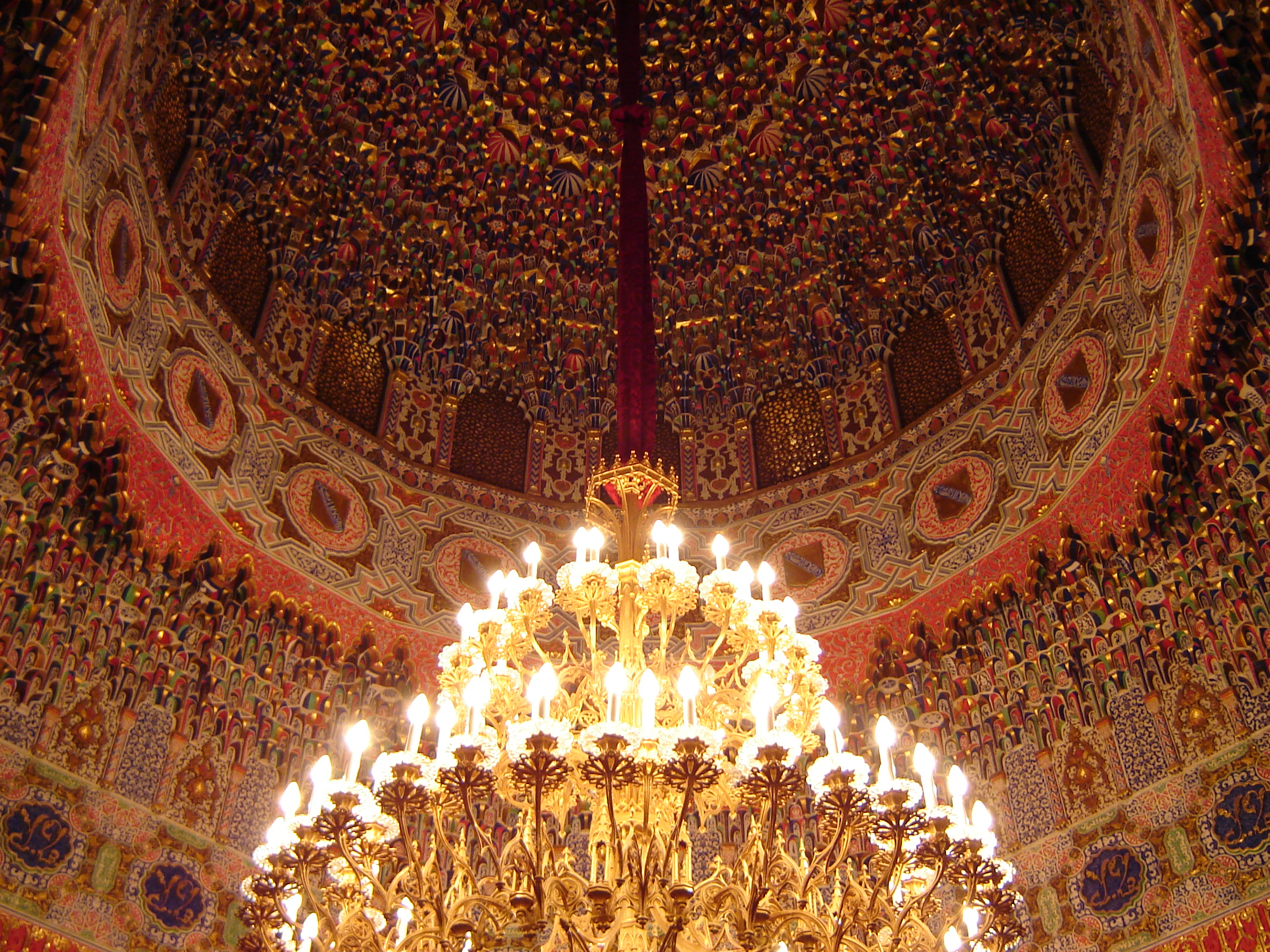
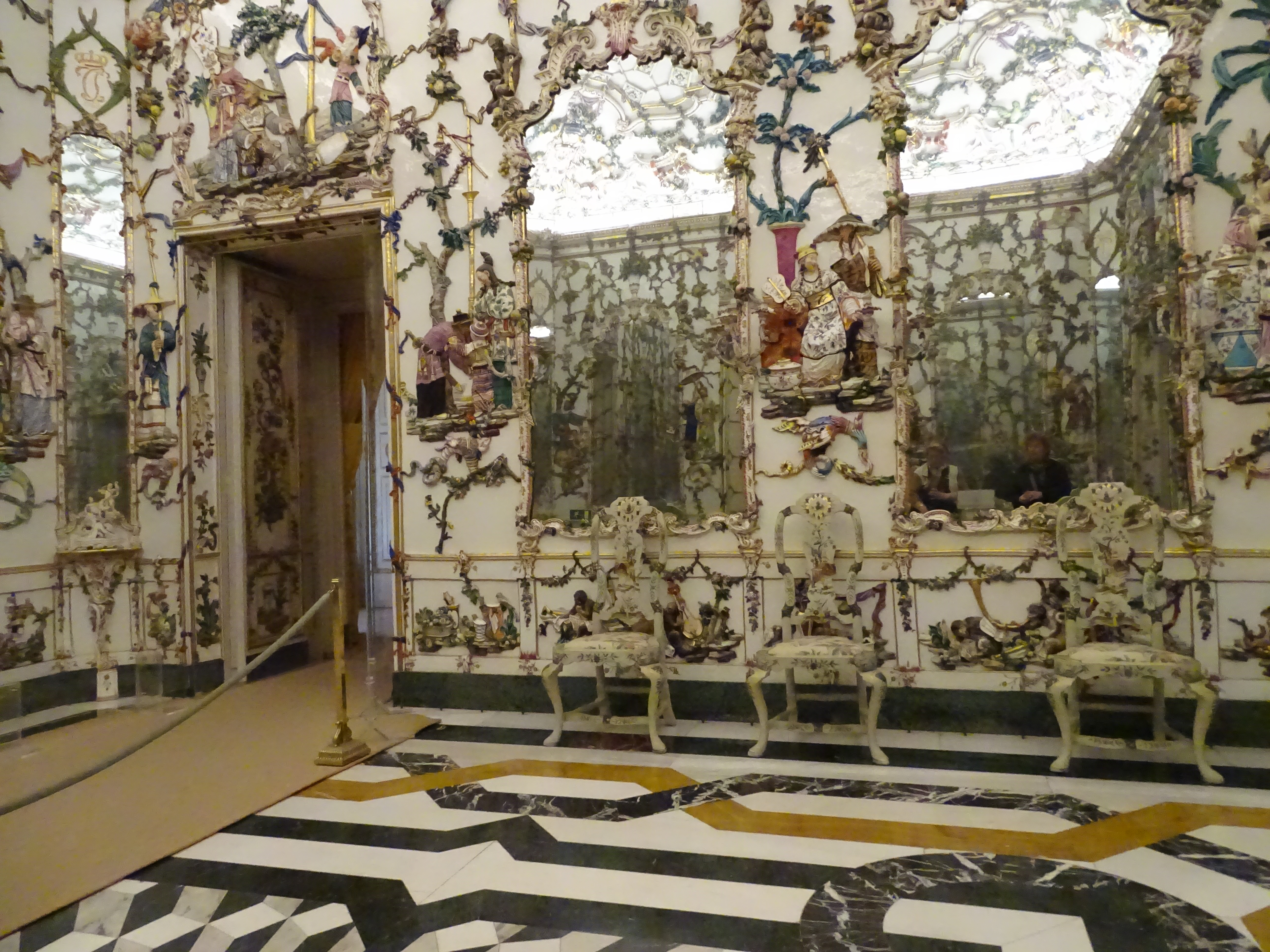
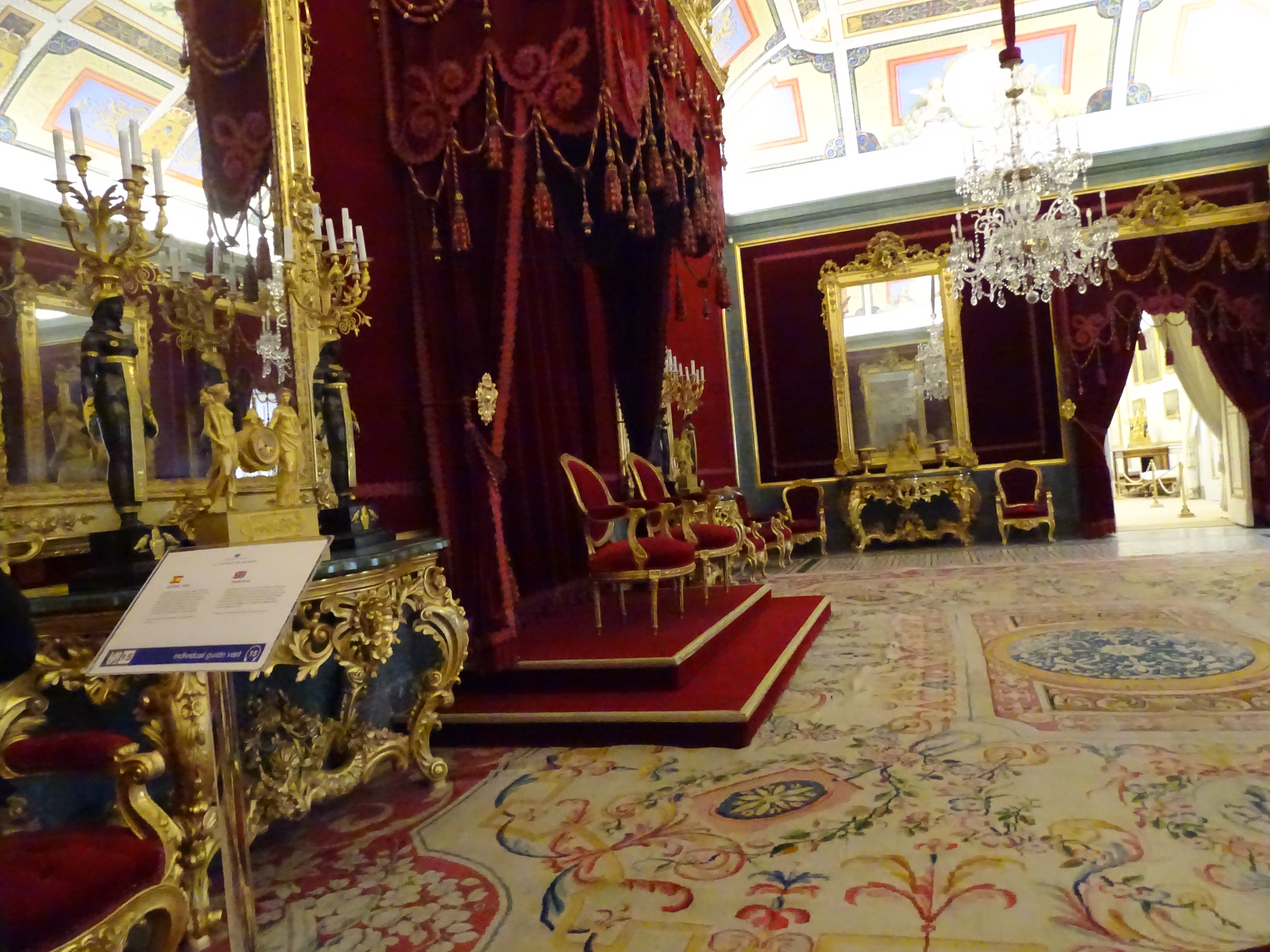